# Don Poile
Don Poile' (Fort William, Canadá; 1 de junio de 1932-Edmonton, Canadá; 23 de febrero de 2024) fue un jugador de hockey sobre hielo canadiense que jugó cuatro temporadas en la NHL con los Detroit Red Wings en la posición de Centro. Era hermano del miembro del Salón de la Fama de la NHL Bud Poile.

## Estadísticas
| 1949–50   | Fort William Hurricanes | TBJHL     | 12 | 8  | 2  | 10 | 8  | 5  | 1 | 0  | 1  | 4  |
| 1950–51   | Fort William Hurricanes | TBJHL     | 21 | 2  | 7  | 9  | 14 | 12 | 7 | 7  | 14 | 12 |
| 1951–52   | Fort William Hurricanes | TBJHL     | 30 | 30 | 36 | 66 | 46 | 9  | 9 | 10 | 19 | 12 |
| 1951–52   | Fort William Hurricanes | M-Cup     | —  | —  | —  | —  | —  | 12 | 4 | 8  | 12 | 17 |
| 1952–53   | Milwaukee Chiefs        | IHL       | 56 | 42 | 34 | 76 | 14 | —  | — | —  | —  | —  |
| 1952–53   | Edmonton Flyers         | WHL       | —  | —  | —  | —  | —  | 2  | 0 | 0  | 0  | 0  |
| 1953–54   | Edmonton Flyers         | WHL       | 70 | 26 | 33 | 59 | 16 | 13 | 2 | 2  | 4  | 8  |
| 1954–55   | Edmonton Flyers         | WHL       | 52 | 16 | 29 | 45 | 21 | 9  | 5 | 1  | 6  | 0  |
| 1954–55   | Detroit Red Wings       | NHL       | 4  | 0  | 0  | 0  | 0  | —  | — | —  | —  | —  |
| 1955–56   | Edmonton Flyers         | WHL       | 70 | 22 | 29 | 51 | 63 | 3  | 2 | 0  | 2  | 2  |
| 1956–57   | Edmonton Flyers         | WHL       | 69 | 31 | 25 | 56 | 54 | 8  | 3 | 2  | 5  | 14 |
| 1957–58   | Edmonton Flyers         | WHL       | 2  | 1  | 3  | 4  | 0  | —  | — | —  | —  | —  |
| 1957–58   | Detroit Red Wings       | NHL       | 63 | 7  | 9  | 16 | 12 | 4  | 0 | 0  | 0  | 0  |
| 1958–59   | Hershey Bears           | AHL       | 4  | 0  | 0  | 0  | 0  | —  | — | —  | —  | —  |
| 1958–59   | Edmonton Flyers         | WHL       | 51 | 18 | 29 | 47 | 19 | 3  | 1 | 0  | 1  | 4  |
| 1959–60   | Edmonton Flyers         | WHL       | 70 | 20 | 34 | 54 | 28 | 4  | 0 | 1  | 1  | 12 |
| 1960–61   | Edmonton Flyers         | WHL       | 60 | 22 | 21 | 43 | 21 | —  | — | —  | —  | —  |
| 1961–62   | Edmonton Flyers         | WHL       | 63 | 23 | 27 | 50 | 20 | 12 | 7 | 7  | 14 | 2  |
| Total NHL | Total NHL               | Total NHL | 67 | 7  | 9  | 16 | 12 | 4  | 0 | 0  | 0  | 0  |